# Mjölby gamla kyrka
Mjölby gamla kyrka tillhörde Mjölby församling i Linköpings stift. Kyrkan förstördes i en eldsvåda 1771. 

## Kyrkobyggnaden
Mjölby gamla kyrka var byggd i kalksten och lite gråsten. Den var 34 alnar lång och 213⁄4 alnar bred. Då kyrkan ansågs för lite, gjorde man 1686 en utbyggnad i trä på norra sidan, 14 alnar lång och bredd. Kyrkan hade även ett torn som 1751 fick ett urverk. Mjölby gamla kyrka förstördes i en eldsvåda 28 maj 1771, då även prästgården och kyrkbyn brann ner.
Vid kyrkan fanns en klockstapel i trä där kyrkklockorna hängde. Storklockan var gjuten 1741 och lillklockan var gjuten 1701.
Mjölby nuvarande kyrka uppfördes på samma plats.

## Inventarier
- En vitmålad och förgylld  altartavla från 1715 som köptes in till kyrkan för 900 daler kopparmynt. Den övre delen föreställde Jesu korsfästelse med Maria och Johannes under korset. Den nedre delen föreställde Jesu sista måltid med sina lärjungar. På högra sida av altartavlan fanns en bild av Moses och på den vänstra en bild av Johannes döparen med lammet.[1]
- En vitmålad och förgylld predikstol från 1686, som köptes in till kyrkan för 800 daler kopparmynt. Den målades om 1715 för 200 daler kopparmynt.[1]
- Begravningsvapen efter överstelöjtnanten David Kohl (1621–1682). Inskription: Edle och Wælborne Herr DAVID KOHL til Hywanewälla, Öfwerste-Lieutenant för Artolleriet, föddes i Söderköping år 1621, och afsomnade på Hulterstad d. 24 Dec. 1682.[1]
- Minnestecken efter ryttmästaren Carl Behm (1640–1729) vid Östgöta kavalleriregemente och hustrun Margaretha Beckerfelt (1646–1726).[1]
- Epitafium från 1631 efter kamreren Måns Pederson (död 1644) till Slomarp.[1]

### Orgel
- 1715 byggde Magnus Callander en orgel med 8 stämmor. Den kostade 1469 daler.[3]

### Fotnoter
1. 1 2 3 4 5 6 7  Broocman, Carl Fredric (1760). Beskrifning öfwer the i Öster-Göthland befintelige städer, slott, sokne-kyrkor, soknar, säterier, öfwer-officersboställen, jernbruk och prestegårdar, med mera. Norrköping. sid. 765-767. Libris 1590046
2. ↑  byggnadspresentation
3. ↑  Abrahamsson Hülpers, Abraham (1773). Historisk Afhandling om Musik och Instrumenter särdeles om Orgwerks Inrättningen i Allmänhet jemte Kort Beskrifning öfwer Orgwerken i Swerige. Västerås: Johan Laurentius Horrn. sid. 266. Libris 2413220